# Thor Bjørklund
Pour les articles homonymes, voir Bjørklund.
Thor Bjørklund (né le 30 octobre 1889 - mort le 8 décembre 1975) est un inventeur norvégien. Il est notamment connu pour avoir inventé et popularisé le rabot à fromage.

## Étude, métier et invention
Thor Bjørklund est d'abord apprenti ébéniste, par la suite il étudie à  l'École des métiers et des arts d'Oslo. Employé comme maître-charpentier, il crée très vite un rabot spécifique similaire aux autres dans l'espoir de s'en servir pour la cuisine. C'est une réussite.
Thor Bjørklund testa son invention dans son atelier puis il breveta son invention le 27 février 1925.

## Firme
En 1927, il devient chef d'entreprise après la création de sa firme actuelle Thor Bjørklund & Sønner AS. L'entreprise norvégienne continue de produire des rabots à fromage à Lillehammer, en Norvège. Le 17 novembre 2009, Thor Bjørklund & Sønner AS devient une filiale de Gudbrandsdal Industrier AS.
Désormais popularisé, le rabot à fromage se classe comme ustensile domestique.

## Annexe

### Sources